# Bulevar Avellaneda
El Bulevar Avellaneda es una importante avenida de la ciudad de Rosario, Santa Fe, Argentina. La importancia de la arteria radica en que es la continuación de la Av. Carlos Colombres, conectando la zona norte, con la zona sur de la ciudad.
Corre de norte a sur, dividido en dos por la playa de maniobras Patio Parada del ex Ferrocarril Mitre. El tramo norte comienza en el cruce con calle Génova, hasta la calle Humberto Primo. El segundo tramo se extiende desde calle Urquiza hasta su finalización en Av. Batlle y Ordóñez. Ambos tramos están unidos por el Viaducto Ing. Edmigio Pinasco (conocido popularmente como Viaducto Avellaneda).

## Toponimia
Se le impuso el nombre de Avellaneda, en recuerdo de Nicolás Avellaneda, Presidente de Argentina entre 1874 a 1880, a través de decreto del 21 de mayo de 1889. La designación por Ordenanza Municipal se dio a través de la Número 3 del año 1905.